# Heribert Padrol i Munté
Heribert Padrol i Munté (Reus, 20 de setembre de 1964) és un advocat i polític català. També va ser diputat al Congrés dels Diputats en la VI Legislatura.

## Biografia
Llicenciat en Dret per la Universitat de Barcelona, va ser el número dos de la seva promoció d'inspector de finances de l'estat. Ha estat delegat especial de l'Agència Estatal de l'Administració Tributària a Catalunya i director del Departament d'Organització, Planificació i Relacions Institucionals de l'AEAT i del Departament d'Inspecció Financera i Tributària de l'Estat fins al 2000.
A les eleccions generals espanyoles de 2000 fou elegit diputat per la província de Barcelona per CiU, però el 2002 va dimitir i fou substituït per Inmaculada Riera i Reñé. A partir d'aquell moment es dedica a l'activitat professional, primer des del seu propi despatx (el Bufet Padrol-Munté) i posteriorment, any 2009, com a soci del despatx Gómez-Acebo & Pombo, on es va integrar com a director de la pràctica fiscal i membre del comitè de direcció.